# Padagha
Padagha (o Padgha, Padghe) è una suddivisione dell'India, classificata come census town, di 5.056 abitanti, situata nel distretto di Thane, nello stato federato del Maharashtra. In base al numero di abitanti la città rientra nella classe V (da 5.000 a 9.999 persone).

## Geografia fisica
La città è situata a 19° 22' 0 N e 73° 10' 60 E e ha un'altitudine di 28 m s.l.m..

## Società

### Evoluzione demografica
Al censimento del 2001 la popolazione di Padagha contava 5.056 persone, delle quali 2.633 maschi e 2.423 femmine. I bambini di età inferiore o uguale ai sei anni erano 593, dei quali 326 maschi e 267 femmine. Infine, coloro che erano in grado di saper almeno leggere e scrivere risultavano 3.999, dei quali 2.171 maschi e 1.828 femmine.